# Tama (La Rioja)
Tama è una città dell'Argentina, appartenente alla provincia di La Rioja, situata nel centro-sud della provincia.